# Catoptropterigini
Catoptropterigini – plemię owadów prostoskrzydłych z rodziny pasikonikowatych i podrodziny długoskrzydlakowych. Rodzajem typowym jest Catoptropteryx.

## Zasięg występowania
Przedstawiciele tego plemienia występują w Krainie etiopskiej. 

## Systematyka
Do Catoptropterigini zaliczanych jest 17 gatunków zgrupowanych w 2 rodzajach:
- Catoptropteryx
- Griffinipteryx